# Pavel Tretiakov
Pavel Mikhaïlovitch Tretiakov (en russe : russe Павел Михайлович Третьяков), né le 15 décembre 1832 (27 décembre dans le calendrier grégorien) à Moscou et mort le 4 décembre 1898 (16 décembre dans le calendrier grégorien) dans la même ville, est un entrepreneur russe, mécène et collectionneur d'art figuratif russe et créateur de la galerie Tretiakov de Moscou.

## Biographie
Pavel Tretiakov est issu d'une famille de marchands. Il prend ses cours à la maison et commence sa carrière dans le commerce au côté de son père. Tout en développant l'affaire familiale, Pavel et son frère Sergueï construisent une filature, qui emploie quelques milliers de personnes.
Dans les années 1850, Tretiakov commence à collectionner des œuvres d'art russes qu'il voulait au tout début remettre à la ville. En 1856, il achète ses premiers tableaux à de jeunes peintres moscovites comme La Tentation de Nikolai Childer et L'Échauffourée avec les contrebandiers finlandais de Vassili Khoudiakov. Il complète ensuite sa collection avec les tableaux d'Ivan Troutnev, Alexis Savrassov, Troutovski, Brouni, Lagorio et bien d'autres encore. 
Vers la fin des années 1860, il avance l'idée de créer une galerie de portraits d'éminents hommes russes de la culture : peintres, musiciens, écrivains et autres personnalités artistiques. Elles devaient être une sorte de musée dans un musée, une galerie de portraits nationaux dans une galerie de peinture nationale. Tretiakov était guidé par l'idée civilisatrice, très en vogue dans ces années, sur le rôle de la personnalité dans l'histoire, idée qui reçut une large résonance à Londres, après l'ouverture en 1856, de la Galerie nationale de portraits. L'existence de ce musée unique était bien connu de Tretiakov, qui à partir de 1860 avait effectué plusieurs voyages en Angleterre. 
En 1874, il fait construire pour abriter sa collection une galerie qui ouvre au public en 1881. 
Jusqu'à la fin de sa vie, Tretiakov porte le titre de conseiller commercial, il est également membre du conseil du commerce et de la manufacture, ainsi que membre actif de l'Académie pétersbourgeoise de peinture, à partir de 1893. Il meurt en 1898, à l'âge de 65 ans.

## Hommage
Le nom de l'objet mineur 3925 Tretiakov, découvert par l'astronome soviétique Lioudmila Jouravliova en 1977 est appelé ainsi en l'honneur de Pavel Tretiakov et de son frère Sergueï (1824-1892).

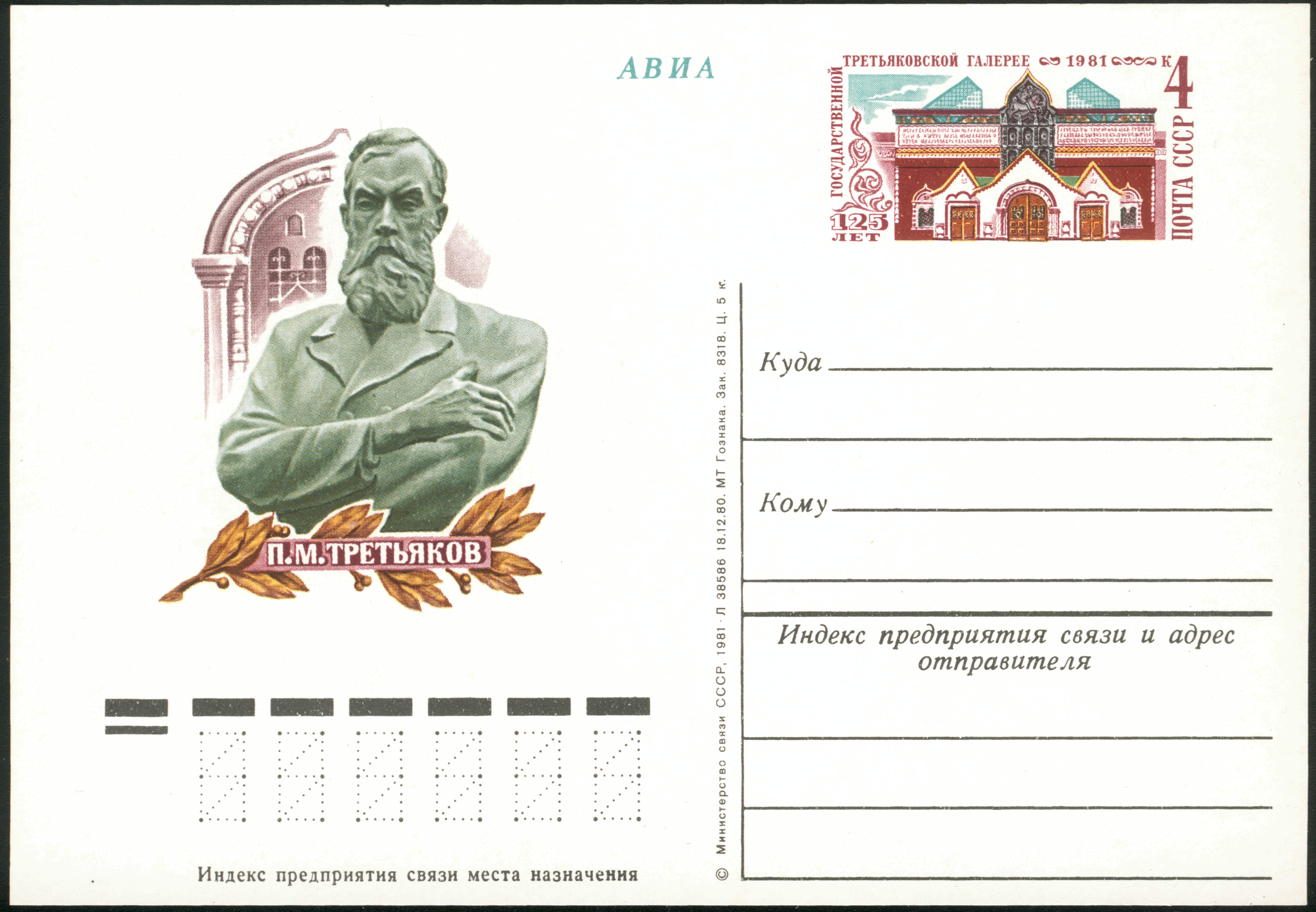
Timbre de 1981